# Bima
Bima ( Indonesio : Kota Bima ) es una ciudad en la costa este de la isla de Sumbawa, en la provincia de Nusa Tenggara Occidental de Indonesia central. Es la ciudad más grande de la isla de Sumbawa, con una población de 142,443 en el Censo de 2010, aunque la estimación oficial más reciente (a enero de 2014) es de 148,984. Está separado de (pero rodeado por) la Regencia adyacente de Bima, que tenía una población de 407 636 en el censo del 2010.
- Datos: Q14128
- Multimedia: Bima, Indonesia / Q14128